# کلوکوویچه
کلوکوویچه (به لهستانی:  Klukowicze) یک روستا در لهستان است که در گمینا نوژتس-ستاتسیا واقع شده است. کلوکوویچه ۳۷۰ نفر جمعیت دارد.